# Stegodyphus manaus
Stegodyphus manaus är en spindelart som beskrevs av Kraus 1992. Stegodyphus manaus ingår i släktet Stegodyphus och familjen sammetsspindlar. Inga underarter finns listade i Catalogue of Life.